# Chiesa di Sant'Angelo in Pescheria
La chiesa di Sant'Angelo in Pescheria è un luogo di culto cattolico di Roma, sito nel rione Sant'Angelo.

## Storia
Costruita nell'VIII secolo, questa chiesa deve il suo nome "in pescheria" al fatto che nelle sue vicinanze vi era il mercato del pesce che si svolgeva nel vicino Portico d'Ottavia.
Papa Stefano II traslò qui, nel 752, le reliquie di santa Sinforosa, san Getulio e dei loro sette figli. Nel 1610 ne venne rinvenuto il sarcofago, recante l'iscrizione: Hic requiescunt corpora SS. Martyrum Simforosae, viri sui Zotici (Getulii) et Filiorum ejus a Stephano Papa translata.

## Descrizione

### Facciata
La chiesa non ha una facciata vera e propria: essa si limita infatti ad un muro in mattoncini con al centro il portale in cui sono inglobate tre colonne corinzie del Portico d'Ottavia.

### La navata centrale
L'aula della chiesa è divisa in tre navate, di cui la centrale più alta e larga delle due laterali. La navata centrale, poi, è l'unica provvista di finestre: sono quattro per parete (le prime tre in asse con gli archi e l'ultima in asse con la porta o per la sagrestia, o per la canonica) ed hanno la forma di archi a tutto sesto. La copertura della navata è a capriate lignee. A ridosso della controfacciata, che è decorata con dipinti a finto marmo, vi è la cantoria; quest'ultima ospita l'organo a canne, costruito da Pietro Pantanella nel 1877 ed in stato di abbandono; quest'ultimo è integro nelle sue caratteristiche foniche originarie e dispone di 25 registri su unico manuale e pedale, con trasmissione integralmente meccanica, ed è racchiuso all'interno della cassa lignea coeva sobriamente decorata. Nella parte superiore della controfacciata si può vedere un pezzo della cornice del timpano della fronte arretrata dei propilei del portico di Ottavia. Sotto la cantoria, ai lati della bussola, si trovano la lapide di consacrazione della prima chiesa e quella di riconsacrazione.

### Le navate laterali

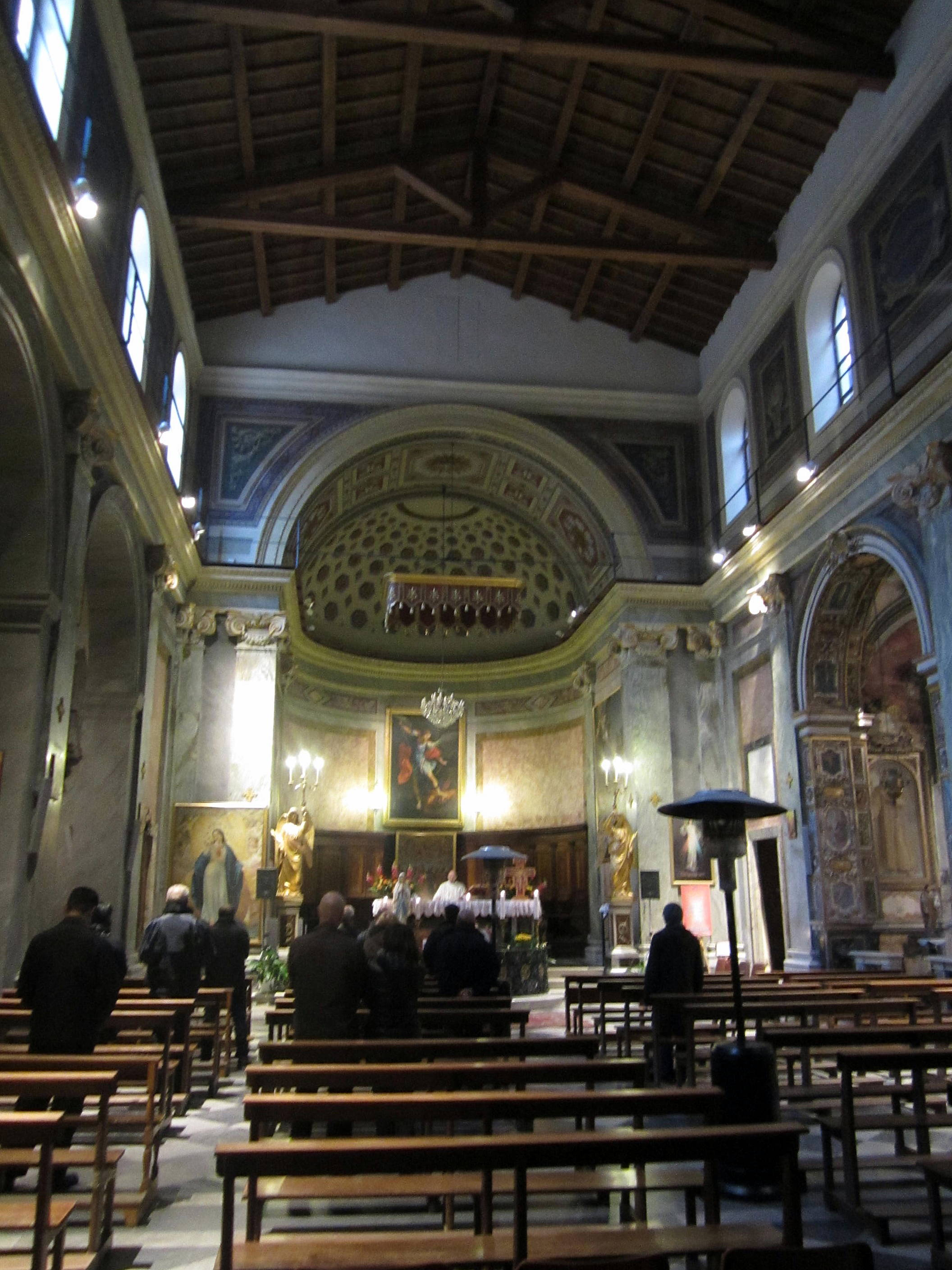
Interno

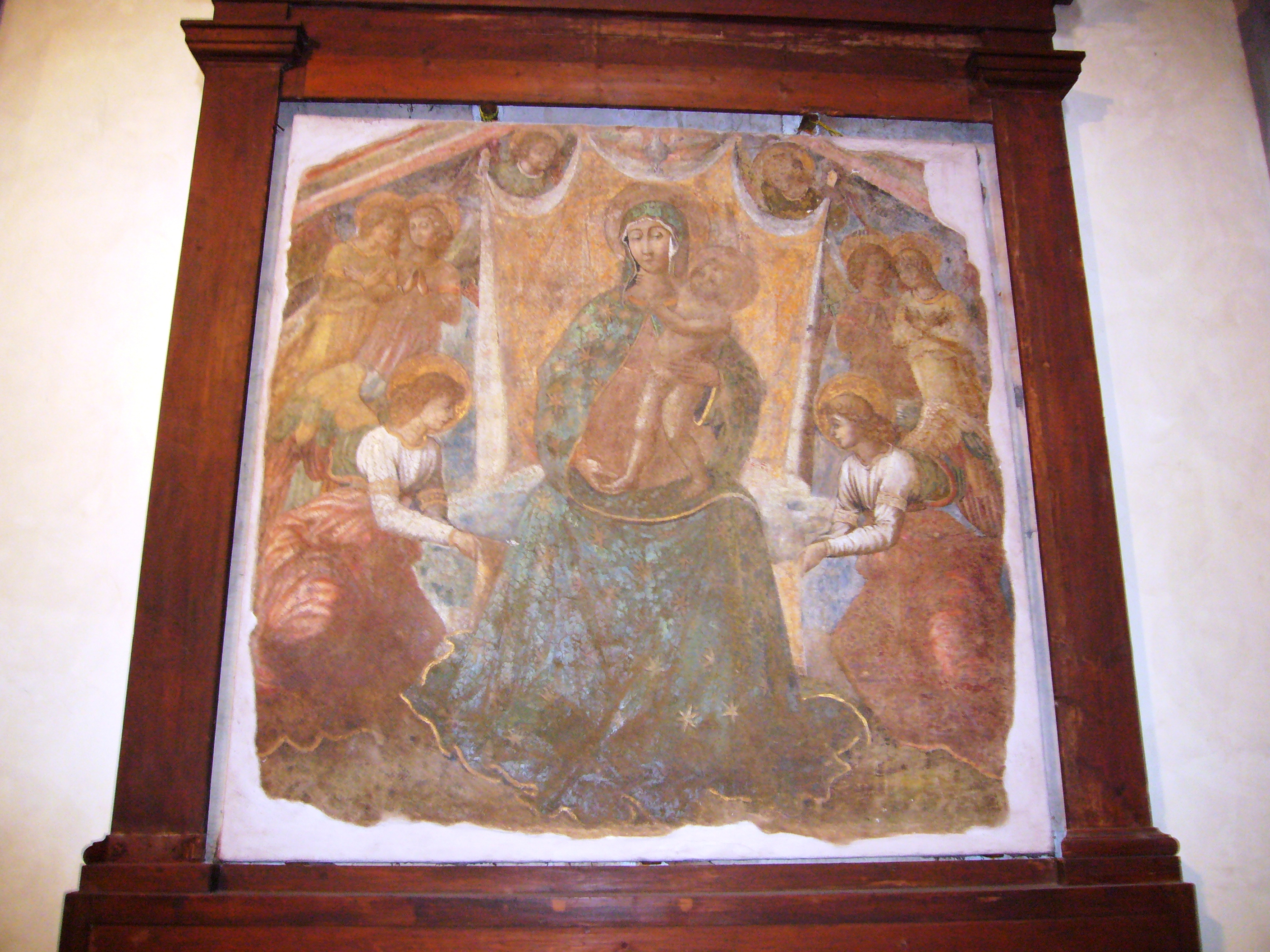
Benozzo Gozzoli, Madonna col Bambino e angeli

La navata laterale destra è costituita, come quella sinistra, da tre campate. Nella prima campata si trova l'altare di San Giuseppe. Originariamente dedicato alla S.S. Trinità, ha un finissimo paliotto in marmi policromi e la tela di Giovan Battista Brughi La S.S. Trinità tra i Santi Lorenzo e Ciro. Il paliotto dell'altare è costituito da un intreccio di piante bianche, gialle e rosse su sfondo in marmo verde scuro. Al centro si trova lo stemma nobiliare della famiglia che fece fare questo altare. Di recente è stata collocata sull'altare la statua lignea dipinta di San Giuseppe col Bambino.
Nella seconda campata della navatella si trova il Monumento all'astronomo e matematico Giacomo Richebeach (1776-1841). Il monumento ottocentesco in marmo, posizionato sopra un basamento, è costituito da una lapide sormontata dal busto dell'astronomo.
La navata laterale sinistra, al principio della quale si trova l'ingresso ad un piccolo magazzino che in origine era il basamento del campanile romanico, accoglie delle opere d'arte di notevole interesse. Nella prima campata si trova l'altare del Crocifisso. Esso è una delle opere principali della chiesa ed è costituito da un tabernacolo barocco in stucco con dipinti a finto marmo negli scomparti laterali, e di angeli sulle lesene. Ai suoi lati ci sono le due statue settecentesche in gesso dipinto della Madonna e di San Giovanni Evangelista.
Nella seconda campata, invece, si trova la porta laterale, che ora è diventata l'entrata principale della chiesa. Di fianco ad essa si trova un'acquasantiera in marmo chiaro barocca, presumibilmente del secolo XVIII.
Nell'ultima campata si trova, infine, l'altare di San Francesco Caracciolo, che in origine era dedicato alla Madonna delle Grazie poiché conteneva la pala trecentesca della Madonna col Bambino firmata da Petrus de Belizo pictor e dal presbiter Belushomo pictor, ora collocata in un altro luogo. Al suo posto, sull'altare di Giacomo Della Porta, si trova una moderna scultura raffigurante la Santa Croce. Sotto di essa, poggiato sulla mensa dell'altare fatto a forma di sarcofago squadrato, si trova il quadretto di San Francesco Caracciolo.
Sulla parete destra dell'ultima campata della navata di sinistra si trova il bellissimo affresco Madonna col Bambino e Angeli (1447-1450), opera del pittore Benozzo Gozzoli. Il prezioso dipinto anticamente si trovava sulla parete esterna della canonica, ma solo da qualche anno è stato spostato all'interno della chiesa per motivi di conservazione. L'affresco è attualmente situato all'interno di una cornice lignea.

### La cappella di Sant'Andrea

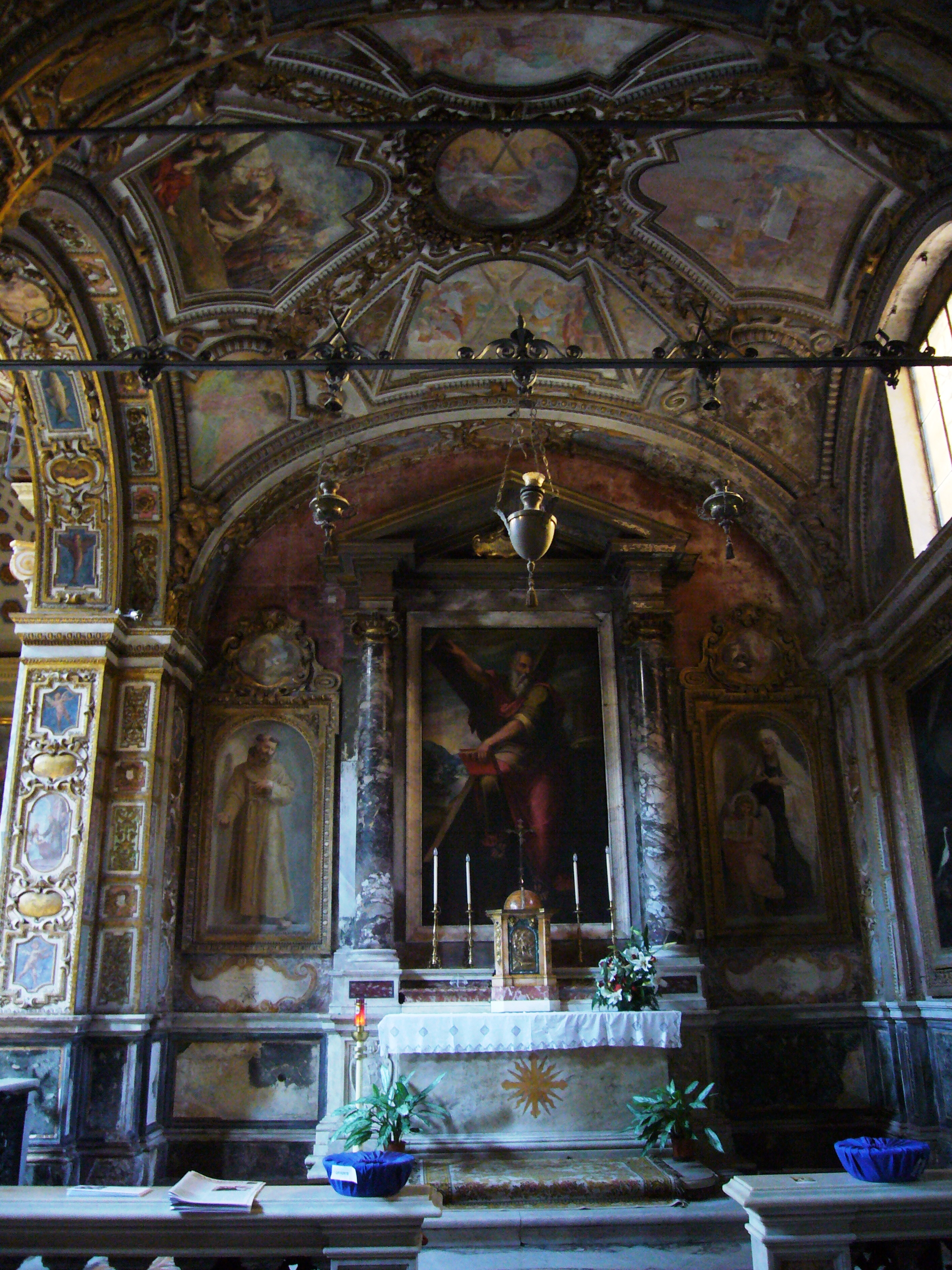
La cappella di sant'Andrea

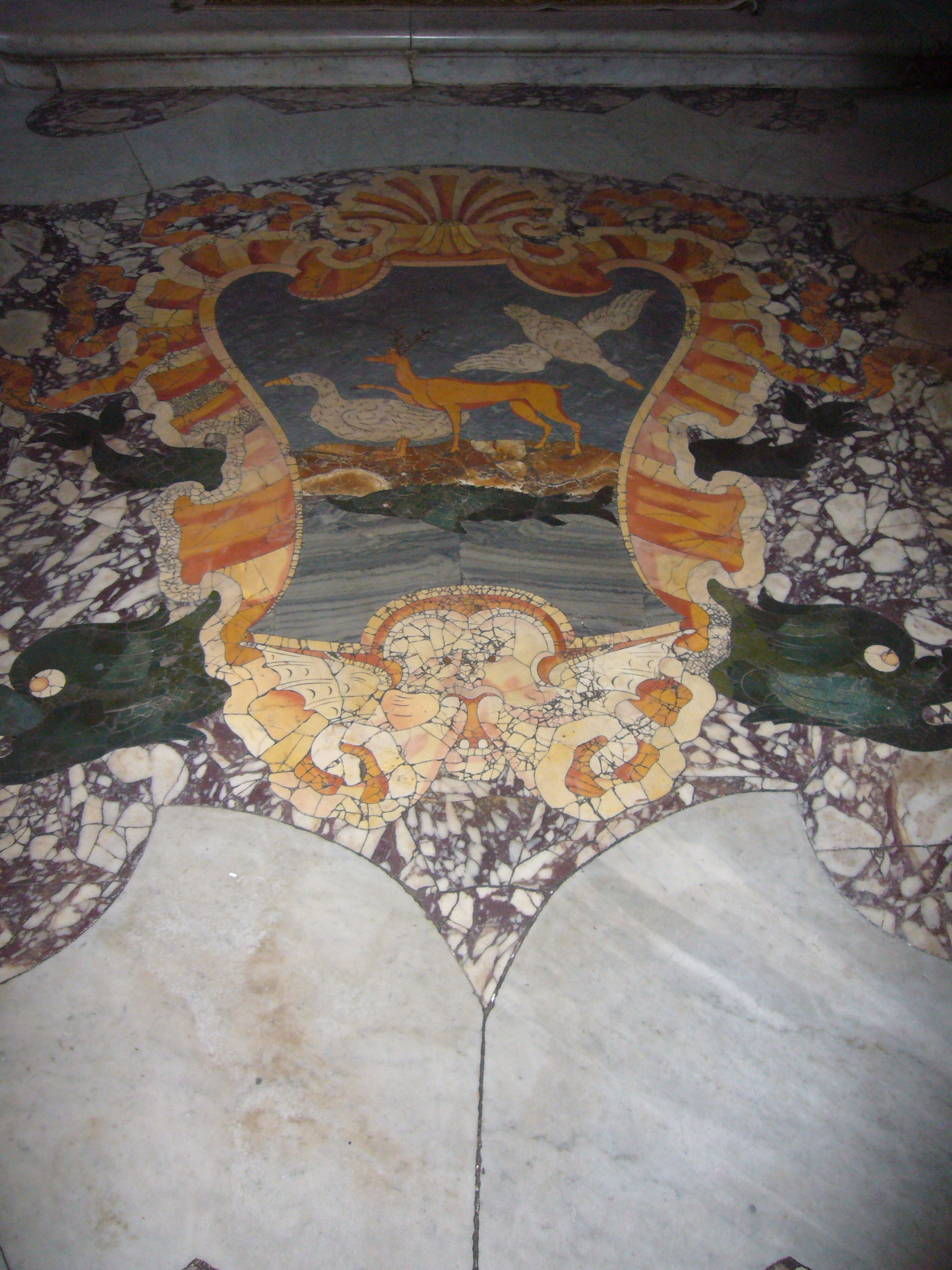
Stemma dell'Università dei pescivendoli

La cappella di Sant'Andrea fu eretta come sede della Compagnia dei Pescivendoli nel 1571; nel 1618, poi, fu restaurata dall'Università dei Pescivendoli. Solo ultimamente è diventata al Cappella del Santissimo Sacramento. La cappella del Santissimo Sacramento chiude scenograficamente la navata destra della chiesa. Nei suoi pochi metri di larghezza e profondità racchiude delle opere d'arte molto preziose legate fra di loro da una serie di stucchi dorati. La ricchezza dei materiali e dell'ornamentazione sottolinea la rilevanza e la ricchezza della corporazione, che era di molto difficile accesso.
Al centro del pavimento di marmo un grande opus sectile rappresenta lo stemma dell'Università: alla raffigurazione del pesce nell'acqua si accompagna quella di un cervo (simbolo di antica nobiltà) e di due oche (a Roma simbolo di fedeltà, per via delle Oche capitoline).
La volta della cappella è affrescata con “Storie di Sant'Andrea”, opera di Innocenzo Tacconi sicuramente dopo il 1598, anno in cui lui arrivò a Roma. I suoi dipinti ad affresco sono ordinati nelle varie forme geometriche che suddividono ognuno dei quattro pennacchi della volta a crociera in varie cornici con dipinti. Uno dei più belli è sicuramente quello di Sant'Andrea condotto al supplizio. Qui il Tacconi ha saputo dipingere perfettamente l'ultima preghiera dell'apostolo e la tristezza di alcune donne che in lui vedevano la loro guida spirituale. L'altare della cappella è costituito da un altare in marmi policromi con tabernacolo e sovrastante timpano sorretto da due colonne corinzie. Il dipinto che si trova sull'altare, opera di Giorgio Vasari, raffigura Sant'Andrea mentre porta la sua croce. Sulla parete destra della cappella si trova il dipinto di Bernardino Cesari La vocazione di Sant'Andrea, che raffigura il santo in mezzo al mare mentre sta per raggiungere Gesù che è sulla riva.

### La cappella dei Santi Cosmo e Damiano
Durante la fine del XIV secolo, Matteo de Baccari dedicò parte della sua eredità alla Chiesa di Sant'Angelo in Pescheria a Roma, in particolare alla Cappella dei Santi Cosmo e Damiano. La cappella non era operativa, ma dopo molti anni sua figlia, Mattea, riuscì a renderla funzionante.

### Abside e confessione
L'abside che vediamo oggi non è quella originale, ma frutto dei restauri di Pio IX. L'abside è costituita da un profondo arco absidale con volta a botte e da una conca con il catino dipinto a finti cassettoni blu bordati d'oro. Sui due lati del profondo arco sono collocate due grandi pale raffiguranti due storie della vita di San Francesco Caracciolo. La decorazione della volta a botte dell'arco absidale è costituita da dei riquadri (uno grande e due piccoli per ogni lato) con all'interno dei disegni geometrici, più uno al centro con su dipinta la Colomba dello Spirito Santo. Sotto l'arco ci sono anche l'altar maggiore sormontato da baldacchino e la confessione. Al centro di quest'ultima c'è una piccola fossa circolare chiusa in una grata in cui si trovano, dentro ad un reliquiario, le reliquie dei santi martiri Getulio, sua moglie Sinforosa ed i figli Crescente, Giuliano, Primitivo, Nemesio, Giustino, Statteo ed Eugenio. L'altar maggiore della chiesa, frutto dei restauri di Pio IX, custodisce al di sotto un sarcofago paleocristiano contenente le reliquie di san Ciro di Alessandria. Il sarcofago, con una piccola apertura circolare sul davanti che permette di vederne l'interno, ha sul davanti due angeli. Sopra gli stalli lignei del coro si erge maestoso il dipinto settecentesco dell'“Arcangelo Michele che sconfigge il demonio”, mentre ai lati delle scale d'accesso al presbiterio sopraelevato ci sono due statue di angeli porta candelabro coevi.